# Операція «Рейнюбунг»
Операція «Рейнюбунг» (нім. Rheinübung) — операція рейдерської групи німецького флоту у складі лінкора «Бісмарк» і крейсера «Принц Ойген» в Атлантиці в травні 1941 року. Ціллю операції були обрані британські авіаносці. Внаслідок провалу був затоплений «Бісмарк»